# Tre Ville
Tre Ville est une commune italienne d'environ 1 500 habitants dans le val Giudicarie (province autonome de Trente - région du Trentin-Haut-Adige), dans le Nord-Est de l'Italie. Créée le 1er janvier 2016, elle est issue de la fusion de Ragoli, Preore et Montagne.
Les communes limitrophes sont  Bocenago, Borgo Lares, Comano Terme, Dimaro Folgarida, Molveno, Pelugo, Pinzolo, Porte di Rendena, San Lorenzo Dorsino, Spiazzo, Stenico, Tione di Trento et Ville d'Anaunia.